# Trịnh Ngọc Bảo Duy
Trịnh Ngọc Bảo Duy là một tướng lĩnh của lực lượng Công an nhân dân Việt Nam với quân hàm Trung tướng. Ông nguyên là Ủy viên Đảng ủy Công an Trung ương, Cục trưởng Cục Kế hoạch và tài chính, Bộ Công an (Việt Nam).

## Tiểu sử
Tháng 7 năm 2012, Trịnh Ngọc Bảo Duy là Đại tá Công an nhân dân Việt Nam, Phó Cục trưởng Cục Tài chính (Cục V22), Bộ Công an (Việt Nam).
Năm 2014 tại Hà Nội, Trịnh Ngọc Bảo Duy bảo vệ luận án tiến sĩ chuyên ngành kế toán tại Học viện Tài chính (Việt Nam) với đề tài "Phân tích hiệu quả huy động và sử dụng nguồn tài chính trong lĩnh vực phòng cháy chữa cháy ở Việt Nam", người hướng dẫn khoa học là PGS.TS Nguyễn Trọng Cơ và PGS.TS Lê Hoàng Nga.
Tháng 9, tháng 10 năm 2015, Trịnh Ngọc Bảo Duy là Đại tá Công an nhân dân Việt Nam, Cục trưởng Cục Kế hoạch và tài chính, Bộ Công an (Việt Nam).
Từ tháng 6 năm 2016 đến năm 2020, Trịnh Ngọc Bảo Duy là Thiếu tướng Công an nhân dân Việt Nam, Cục trưởng Cục Kế hoạch và tài chính, Bộ Công an (Việt Nam).
Ngày 2 tháng 7 năm 2019, Thiếu tướng Trịnh Ngọc Bảo Duy được trao quyết định nâng lương của Chủ tịch nước Việt Nam Nguyễn Phú Trọng.
Tháng 7 năm 2020, ông mang quân hàm Trung tướng Công an nhân dân Việt Nam.

## Lịch sử thụ phong quân hàm
| Năm thụ phong | –      | 2016        | 2020        |
| ------------- | ------ | ----------- | ----------- |
| Quân hàm      |        |             |             |
| Cấp bậc       | Đại tá | Thiếu tướng | Trung tướng |